# واين براون
واين براون (بالإنجليزية: Wayne Brown)‏ (14 يناير 1977 بساوثهامبتون في المملكة المتحدة - ) هو لاعب كرة قدم بريطاني في مركز حراسة المرمى. شارك مع منتخب إنجلترا لكرة القدم C ‏. أما مع النوادي، فقد لعب مع أكسفورد يونايتد وسوبر سبورت يونايتد ونادي بريستول سيتي ونادي بوري ونادي تشستر سيتي ونادي هيرفورد وWeston-super-Mare A.F.C. ‏.

## وصلات خارجية
- واين براون على موقع قاعدة بيانات كرة القدم.إي يو (الإنجليزية)
- واين براون على موقع Soccerbase.com (لاعب) (الإنجليزية)